# 英田サキ
英田 サキ（あいだ さき、1月3日 - 2024年8月27日）は、日本の小説家。

## 経歴・人物
大阪府生まれ。主にBL小説を手がける。『小説June』で連載されていた栗本薫の「小説道場」出身、2002年（平成14年）「傷痕」でデビュー。
2004年（平成16年）7月10日、『NGだらけの恋なんて』（プランタン出版）を上梓し作家生活に入る。
代表作は『エス』シリーズ（大洋図書）、『DEADLOCK』シリーズ（徳間書店）等。一般小説はアイダサキ名義で執筆、『幽霊探偵』シリーズ、『サイメシスの迷宮』シリーズなど。
2024年2月、ステージ4のがんであることを公表し、長く治療を続けていることを明らかにした。8月30日、大洋図書から英田が死去したことが公表された。

## 作品
ドラマCD化 ＝ *印
シリーズ
- エスシリーズ（大洋図書）
  - エス*
  - エス 咬痕*
  - エス 裂罅*
  - エス 残光*
  - デコイ 囮鳥*
  - デコイ 迷鳥*
  - 最果ての空
- 夜が蘇るシリーズ（プランタン出版）
  - 夜が蘇る
  - 夜に赦される
  - 夜に咲き誇る
- DEADLOCKシリーズ（徳間書店）
  - DEADLOCK -DEADLOCK(1)*
  - DEADHEAT -DEADLOCK(2)*
  - DEADSHOT -DEADLOCK(3)*
  - SIMPLEX -DEADLOCK外伝*
  - HARD TIME -DEADLOCK外伝
  - STAY -DEADLOCK番外編集1
  - AWAY -DEADLOCK番外編集2
  - OUTLIVE DEADLOCK season2(1)
  - PROMISING DEADLOCK season2(2)
  - BUDDY DEADLOCK season2(3)
  - AGAIN -DEADLOCK番外編集3
  - WISH -DEADLOCK番外編集4
  - DEADLOCK 1 ※コミカライズ／高階佑 作画
  - DEADLOCK 2 ※コミカライズ／高階佑 作画
  - DEADLOCK 3 ※コミカライズ／高階佑 作画
  - DEADLOCK 4 ※コミカライズ／高階佑 作画 ※コミカライズ版の DEADLOCK 1～4巻は小説版DEADLOCK(1)の内容と同じ
- ダブル・バインドシリーズ（徳間書店）
  - ダブル・バインド 1～4*
  - アウトフェイス*

その他シリーズ
- さよならを言う気はない（大洋図書）*

愛してると言う気はない*
- たかが恋だろ（原作）※コミックス／山田ユギ 作画（大洋図書）*

愛想尽かし（原作）※コミックス／山田ユギ 作画*
花片雪*
- ヘブンノウズ（大洋図書）

ヘブンノウズ 足跡
ヘブンノウズ 赦罪
ヘブンノウズ 物語
- 虚空の月(1) （原作）※コミックス／西本ろう 作画（東京漫画社）　2024年7月26日発売予定

単発
- NGだらけの恋なんて（プランタン出版）
- 愛溺（リブレ）
- 君のために泣こう（大洋図書）*
- 愛しすぎる情熱（プランタン出版）
- 今宵、天使と杯を（成美堂出版 新装版：大洋図書）
- 花嫁のピジョンブラッド（大洋図書）
- ラブ・シェイク～恋のカクテル召し上がれ～（プランタン出版）
- ひと目会ったら恋に花（白泉社）*
- バカな犬ほど可愛くて（海王社）*
- いつわりの薔薇に抱かれ（リブレ出版）
- すべてはこの夜に（笠倉出版社 新装版：徳間書店）*
- 素直じゃねぇな（リブレ出版 ）
- ライク・ファーザー・ライク・サン（大洋図書）
- 黒い竜は二度誓う（白泉社）*
- この愛で縛りたい（リブレ出版）
- 恋ひめやも（徳間書店）*
- そんなこととはツユ知らず（角川書店)
- 心乱される（講談社）
- 知らなくても生きていける萌えの話（白泉社）
- ダーティ・ダンス（リブレ出版）
- ファラウェイ（幻冬舎コミックス）
- 神さまには誓わない（幻冬舎コミックス）※「ファラウェイ」のスピンオフ
- 欺かれた男（徳間書店）
- メメント・モリ（白泉社）
- 密約のディール（幻冬舎コミックス）
- 愛溺（リブレ出版）
- 遠い岸辺（大洋図書）

翻訳
- くぐもったドラム（ハーレクイン）／エラステス 原著 2015年4月

アイダサキ名義
- 永弦寺へようこそ 幽霊探偵久良知漱（講談社X文庫）2013年06月
- たまゆらの 幽霊探偵 久良知漱（講談社X文庫）2013年12月
- 秘密 幽霊探偵久良知漱（講談社X文庫）2014年08月
- サイメシスの迷宮 完璧な死体（講談社タイガ文庫）2017年9月
- サイメシスの迷宮 逃亡の代償（講談社タイガ文庫）2018年5月
- サイメシスの迷宮 忘却の咎（講談社タイガ文庫）2019年4月